# Jean Hersholt Humanitær-Oscar
Jean Hersholt Humanitær-Oscar eller Jean Hersholt Humanitarian Award er en special oscar, som uddeles til folk i filmbranchen, som har gjort en bemærkelsesværdig indsats indenfor humanitært arbejde. Prisen blev oprettet i 1957, hvor den siden er blevet uddelt jævnligt. Det er guvernørerne af AMPAS, som beslutter hvilken person, som skal modtage prisen ved Governors Awards.  

## Historie
Prisen er opkaldt efter den dansk-amerikanske skuespiller Jean Hersholt, som modtog to æresoscars for sit humanitære arbejde henholdsvis i 1940 og 1950.

## Modtagere af prisen
- 29. Y. Frank Freeman
- 30. Samuel Goldwyn
- 32. Bob Hope
- 33. Sol Lesser
- 34. George Seaton
- 35. Steve Broidy
- 38. Edmond L. DePatie
- 39. George Bagnall
- 40. Gregory Peck
- 41. Martha Raye
- 42. George Jessel
- 43. Frank Sinatra
- 45. Rosalind Russell
- 46. Lew Wasserman
- 47. Arthur B. Krim
- 48. Jules C. Stein
- 50. Charlton Heston
- 51. Leo Jaffe
- 52. Robert Benjamin †
- 54. Danny Kaye
- 55. Walter Mirisch
- 56. M. J. Frankovich
- 57. David L. Wolper
- 58. Charles "Buddy" Rogers
- 62. Howard W. Koch
- 65. Audrey Hepburn †
- 65. Elizabeth Taylor
- 66. Paul Newman
- 67. Quincy Jones
- 74. Arthur Hiller
- 77. Roger Mayer
- 79. Sherry Lansing
- 81. Jerry Lewis
- 84. Oprah Winfrey
- 85. Jeffrey Katzenberg
- 86. Angelina Jolie
- 87. Harry Belafonte
- 88. Debbie Reynolds
- 89. Geena Davis

† — posthume modtagere